# Drepanopsis
Drepanopsis là một chi bướm đêm thuộc họ Geometridae.